# Чуканов Ігор Анатолійович
Ігор Анатолійович Чуканов (рос. Игорь Анатольевич Чуканов; 1 травня 1983, м. Дрезна, Росія) — російський хокеїст, захисник. Виступає за «Титан» (Клин) у Вищій хокейній лізі.
Вихованець хокейної школи «Кристал» (Електросталь). Виступав за «Елемаш» (Електросталь), «Кристал» (Електросталь), ЦСК ВВС (Самара), «Капітан» (Ступіно), «Титан» (Клин), ХК «Рязань».